# Семюель Коен
Семюел Теодор Коен (25 січня 1921 — 28 листопада 2010) — американський фізик, який, як правило, вважається батьком нейтронної бомби.

## Життєпис
Батьки Коена були австрійськими євреями, які емігрували з Лондона, Англія. Він народився 25 січня 1921 року в Брукліні та виріс у Нью-Йорку. Він вивчав математику та фізику в Каліфорнійському університеті в Лос-Анджелесі, перш ніж приєднатися до армії США після нападу Японії на Перл-Харбор. У 1944 році він працював над Манхеттенським проектом у групі ефективності в Лос-Аламосі та розрахував, як поводилися нейтрони в Товстуні, атомній бомбі, яка пізніше була підірвана над Нагасакі, Японія. Після війни навчався на докторантурі. в Берклі, перш ніж кинути навчання, щоб приєднатися до RAND Corporation. У корпорації RAND у 1950 році його робота про інтенсивність радіоактивних опадів вперше стала публічною, коли його розрахунки були включені як спеціальний додаток до книги Семюеля Гласстона «Вплив атомної зброї». Коен особисто відповідав за залучення відомого стратега Германа Кана до корпорації RAND.
Під час війни у В'єтнамі Коен стверджував, що використання малих нейтронних бомб швидко припинить війну і врятує життя багатьох американців, але політики не піддалися його ідеям, а інші вчені проігнорували нейтронну бомбу при перегляді ролі ядерної зброї . На початку 1970-х він був членом групи з тактичної ядерної зброї Лос-Аламоса. Президент Картер відклав розробку нейтронної бомби в 1978 році, але під час президентства Рональда Рейгана Коен стверджує, що переконав Рейгана виготовити 700 нейтронних бомб, 350 снарядів для 8-дюймової (200-міліметрової) гаубиці та 350 W70 Mod. і 3 боєголовки для ракети Lance.

## «Чисті» ядерні випробування
У 1956 році президент Дуайт Ейзенхауер оголосив про випробування на 95 % «чистої» (2-ступеневої) термоядерної зброї, яка пізніше була визначена як випробування навахо 11 липня на атолі Бікіні під час операції Redwing. Ця зброя мала потужність 4,5 мегатонни. Попередня «брудна» зброя мала пропорції поділу 50–77 % через використання урану-238 як «штовхача» навколо стадії дейтериду літію (вторинної). Це навмисно; реакції термоядерного синтезу виділяють велику кількість нейтронів з енергією 14,1 МеВ, які мають більшу енергію, ніж «поріг поділу» 1,1 МеВ для U-238. Це означає, що нейтрони, які в іншому випадку вилетіли б, створюють реакції поділу в нейтронно-відбиваючому «тампері», збільшуючи загальну потужність зброї, по суті, «безкоштовно».
У «чистих» випробуваннях 1956 року використовувався свинцевий штовхач, тоді як у 1958 році використовувався штовхач з карбіду вольфраму. Ханс А. Бете підтримав чисту ядерну зброю в 1958 році як голова президентської наукової консультативної групи з ядерних випробувань:
… певні важкі цілі вимагають наземних розривів, як-от злітно-посадкові смуги аеродрому, якщо потрібно зробити кратер, залізничні станції, якщо потрібно досягти серйозного руйнування колій … Використання чистої зброї в стратегічних можуть бути вказані ситуації, щоб захистити місцеве населення.
– д-р Ганс Бете, голова робочої групи, 27 березня 1958 р. «Цілком таємно – Дані обмеженого доступу» Доповідь Спеціальній робочій групі NSC щодо технічної можливості припинення ядерних випробувань, стор. 9.
Згідно з рекомендаціями Бете, 12 липня 1958 року бойова частина ядерної бомби Mk-41C була здійснена методом Hardtack-Poplar на баржі в лагуні, що дало потужність 9,3 мегатонни, з яких лише 4,8 % було поділом, тобто 95,2 % «чистих». ".
У 1958 році Коен досліджував «чисту» ядерну зброю малої потужності і виявив, що товщина корпусу «чистої» бомби змінюється як корінь кубічний із потужності. Таким чином, більший відсоток нейтронів виходить із-за невеликої детонації через тонший корпус, необхідний для відображення зворотного рентгенівського випромінювання під час займання вторинної стадії (ядерного синтезу). Наприклад, для бомби потужністю 1 кілотонна потрібен корпус, товщина якого в одну десяту менше, ніж для бомби потужністю 1 мегатонна.
Таким чином, хоча більшість нейтронів поглинається кожухом бомби потужністю 1 мегатонна, у бомбі потужністю 1 кілотонна вони здебільшого витікають. Нейтронна бомба можлива лише в тому випадку, якщо потужність достатньо висока, щоб можливе ефективне запалювання термоядерної фази, і якщо потужність достатньо низька, щоб товщина корпусу не поглинала занадто багато нейтронів. Це означає, що нейтронні бомби мають діапазон потужності 1–10 кілотонн, причому частка поділу коливається від 50 % при 1 кілотонні до 25 % при 10 кілотоннах (усі вони походять від первинного ступеня). Вихід нейтронів на кілотонну тоді в 10-15 разів більший, ніж для чистої зброї ділення або для стратегічної боєголовки, як-от W87 або W88.

## Сходи Кана
Сходи Кана (драбина Кана) — одна з концепцій глобальної безпеки, що описує її ймовірний колапс. Вона представляє 44 ступені ескалації будь-якого конфлікту, від кризи до тотальної ядерної війни. Якщо сходами Вітгенштейна ми рухаємося на новий рівень розуміння світу, то сходами Кана — до ядерної та бездумної війни.
Книга «Про ескалацію» була видана у 1965 році та перевидавалася у 2009 році, але так і не з'явилася в Росії. Незважаючи на те, що багато хто знає про «сходи ескалації», а тепер навіть вважають на якому ступені ми знаходимося (максимум на 14-й із 44), книга не була перекладена російською мовою.